# Bedotia geayi
Bedotia geayi е вид лъчеперка от семейство Bedotiidae. Видът е уязвим и сериозно застрашен от изчезване.

## Разпространение
Разпространен е в Мадагаскар.

## Описание
На дължина достигат до 9 cm.
Популацията на вида е намаляваща.